# Willy Butzen
Willy Butzen, né le 27 février 1933 à Edegem et mort le 24 mars 1997 à Anvers,, est un coureur cycliste belge.

## Biographie
En 1957, Willy Butzen gagne deux étapes du Tour d'Autriche et de la Course de la Paix. Il passe ensuite professionnel en 1959, pour le rester jusqu'en 1964. Durant cette période, il se distingue principalement dans des kermesses en obtenant plusieurs victoires et diverses places d'honneur. Il remporte notamment une édition du Grand Prix de l'Escaut ainsi qu'une étape des Trois Jours d'Anvers,.

## Palmarès
- 1955
  - 1reb et 4e étapes des Sex-Dagars
- 1957
  - Champion de la province d'Anvers des clubs
  - 8e et 10e étapes de la Course de la Paix
  - 4e et 7eb étapes du Tour d'Autriche
  - Coupe Egide Schoeters
- 1958
  - Circuit de la Meuse
- 1959
  - Grand Prix de l'Escaut
  - Trophée des trois pays
  - 3e du Tour des Flandres B
- 1960
  - 3e étape des Trois Jours d'Anvers
  - 3e de la Coupe Sels
  - 3e du Grote Prijs Dr. Eugeen Roggeman
- 1962
  - 3e du Tour des Flandres B